# Liste des évêques de Navrongo-Bolgatanga
Liste des évêques de Navrongo-Bolgatanga
(Dioecesis Navrongensis-Bolgatanganus)
L'évêché de Navrongo est créé le 23 avril 1956, par détachement de ceux de Keta et de Tamale.
Il change de dénomination le 30 mai 1977 pour devenir l'évêché de Navrongo-Bolgatanga.

## Sont évêques
- 12 avril 1957-13 avril 1973 : Gérard Bertrand, évêque de Navrongo.
- 13 avril 1973-14 mars 1994 : Rudolph Akanlu (Rudolph A. Akanlu), évêque de Navrongo, puis de Navrongo-Bolgatanga (30 mai 1977).
- 14 mars 1994-† 23 décembre 2009 : Lucas Abadamloora
- 23 décembre 2009-5 avril 2011 : siège vacant
- depuis le 5 avril 2011 : Alfred Agyenta